# Bartholin-mirigy

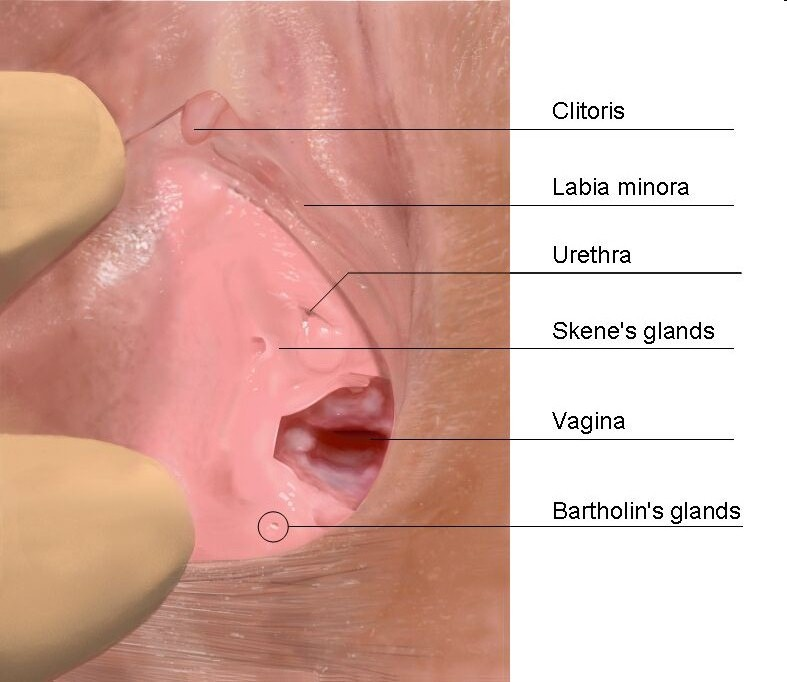
Női nemi szerv és részei

A Bartholin-mirigyek két, a női hüvely jobb és bal oldalán, a bejárathoz közel elhelyezkedő mirigy. Először a XVII. századi dán anatómus, Ifjabb Caspar Bartholin írta le ezek működését.
A Bartholin-mirigyek megfelelői a férfi testben a Cowper-mirigyek. Azonban míg a Bartholin-mirigyek a felszíni perineális üregben, addig a Cowper-mirigyek az alsó perineális üregben vannak.

## Feladata és célja
Nyálkát választanak el, s így biztosítják a hüvelynyák meglétét. Szexuális izgalom hatására a Bartholin-mirigyek csak viszonylag kevés (egy két csepp) folyadékot választanak ki. A folyadék apró csöppjeiről a Masters and Johnson kutatói -  a régi elgondolással ellentétben, miszerint ezek fontos szerepet töltenek be a hüvely benedvesítésébe - kimutatták, hogy a hüvelynyák forrása a hüvely mélyebb rétegeiből ered. A folyadék enyhén képes benedvesíteni a hüvely ajakszerű bejáratát, s ennek hatására az ezen érzékeny terület ingerlése sokkal kellemesebb a nőknek.

## Betegségek
Előfordulhat, hogy a Bartholin-mirigyeket irritáció vagy fertőzés éri, mely duzzadással és fájdalommal jár. Ezt az állapotot egy tapasztalt orvos könnyen el tudja hárítani. Bartholin-ciszta is kialakulhat, mely hirtelen nagy fájdalmakat okoz.

## Névadó
Bár a Bartholin-mirigyeket először a dán anatómus, Caspar Bartholin (1655–1738) jegyezte le, több forrás tévesen a felfedezést nagyapjának, a teológus–anatómus Idősebb Caspar Bartholinnak (1585–1629) tulajdonítja.

## Népszerű kultúra
A "Bartholin's Gland" (magyarul Bartholin-mirigy) a Mr. nevű punk együttes Joseph Stalin versus the Cotton Gin című lemezén megjelent egyik dal címe.

## Fordítás
- Ez a szócikk részben vagy egészben  a   Bartholin's gland című angol Wikipédia-szócikk ezen változatának fordításán alapul.  Az eredeti cikk szerkesztőit annak laptörténete sorolja fel. Ez a jelzés csupán a megfogalmazás eredetét és a szerzői jogokat jelzi, nem szolgál a cikkben szereplő információk forrásmegjelöléseként.